# Yoon Eun-hye
Yoon Eun-hye (en hangul, 윤은혜; en hanja, 尹恩惠; Guro-gu, Seúl, 3 de octubre de 1984) es una cantante, actriz y modelo surcoreana conocida musicalmente por ser integrante del grupo femenino surcoreano Baby V.O.X desde 1999 hasta 2005. Posteriormente incursionó en la actuación y obtuvo popularidad por sus papeles en las series de televisión: Goong (2006), El príncipe del café (2007) y Por favor, cuide de mi preciosa señorita (2009).

## Biografía

### 1999-2005: debut con Baby V.O.X
Yoon Eun-hye debutó como miembro de Baby V.O.X a la edad de 15 años, en sustitución de Lee Gai en 1999. Yoon fue la sub-vocalista en el grupo. Al ser la integrante más joven del grupo, recibió poca atención y a menudo fue menospreciada por sus compañeras.
Después de entrar, el grupo lanzó su tercer álbum Come Come Come Baby en 1999. Este álbum se convirtió en su primer gran éxito, con los sencillos «Get Up» y «Killer» alcanzando el número uno en las listas de pop coreano de música. Desde entonces, el grupo lanzó varios discos lo que les valió no sólo una gran base de admiradores en Corea, sino también en China, Tailandia y otros mercados de Asia.
Yoon fue a menudo víctima de ataques de anti-fanáticos. Un incidente infame que ocurrió durante su año de debut fue que un anti-fan le roció la cara con una mezcla de salsa de soja y vinagre con una pistola de agua. Fue llevada de urgencia al hospital, donde los médicos confirmaron que su córnea estaba dañada.
Siguiendo a su compañera Shim Eun-jin, Yoon Eun-hye terminó 6 años de actividades como miembro de Baby V.O.X en abril de 2005, cuando terminó su contrato con DR Entertainment.

### 2005: El comienzo de su carrera en solitario
Después de su salida de Baby V.O.X, Yoon se quedó sin una empresa manejadora. Sin embargo, esto no le impidió el establecimiento de su carrera en el negocio del entretenimiento. Durante este período, Yoon continuó apareciendo en programas de TV, tomando pequeños papeles en varias comedias.
Yoon Eun Hye apareció como invitada regular en el show de variedades X-Man de SBS, en la que fue popular entre el público. Debido a su asombrosa habilidad con el público, fue etiquetado como Young Girl Warrior. Mientras que en X-Man, Yoon se vio envuelta en un «escándalo» con el cantante Kim Jong Kook de K-pop. Aunque el programa levantó su perfil, Yoon dejó el programa un año más tarde con el fin de llevar a cabo una carrera de actuación.
Yoon hizo su debut actoral en la película Escaping Charisma (también conocida como The Legend of Seven Cutter). En esta película, interpreta a una estudiante de secundaria, Han Min Joo, que es una boxeadora de la ECA. Se informó de que Yoon sólo tardó 2 horas para dominar las técnicas básicas del boxeo, que normalmente lleva a una persona semanas para aprender. Su capacidad atlética fue tal que el entrenador de boxeo sugirió una carrera en el boxeo profesional. Originalmente, la película fue prevista para ser lanzada en noviembre de 2005, pero solo llegaría a los cines hasta el año siguiente. El éxito de su primer drama Princess Hours ayudaron en la venta de entradas para esta película.

### 2006: éxito a la vista
A finales de 2005 Yoon Eun Hye firmó con una nueva productora , Eight Peak, cuando le ofrecieron su primer papel importante actuando en Goong. Yoon desempeñó el papel principal como la princesa Shin Chae Kyung, que la disparó a la fama inmediata en toda Asia. En un principio, los fanes del Goong manhwa cuestionaron su capacidad actoral, y los fanes manhwa mandaron peticiones contra Yoon como el personaje principal, pidiendo que la reemplazaran. Incluso bombardearon sus redes sociales con palabras duras. Yoon pensó abandonar el papel al principio, pero emitió un comunicado poco después de afirmar que finalmente haría todo lo posible, mostrando su determinación de probarse a sí misma.
El drama debutó con calificaciones promedio, pero a medida que avanzó, la audiencia aumentó a 28.3 % a nivel nacional. La popularidad condujo a una ampliación de nuevos episodios (de 20 a 24 episodios) y un especial de 1.5 episodio en el CBM. A pesar de que Yoon y los otros personajes principales fueron invitados a trabajar en una segunda temporada, sólo uno de ellos oficialmente estuvo de acuerdo. Con el tiempo, una serie spin-off con nuevos personajes fue filmada, conocida como Goong S, que no fue la secuela real planeada por el director original y de la empresa.
Tras el éxito de su primer drama, Yoon asumió su papel protagónico en The Vineyard Man que se emitió en KBS en julio de 2006. The Vineyard Man sufrió inicialmente bajos niveles de audiencia debido a la fuerte competencia del drama del 45 aniversario de MBC, Jumong. Sin embargo, la historia conmovedora y la convincente interpretación de Yoon como «Lee Ji Hyun» poco a poco se ganó el corazón de la audiencia, alcanzando un 15.6 % en su final. La interpretación de Yoon en 'The Vineyard Man le hizo ganar no sólo como Mejor Actriz en los 2006 KBS Drama Awards, sino también como Mejor Actriz en 2006 Grimae Awards, junto a Song Il Kook como Mejor Actor.

### 2007:Coffee Prince
Yoon Eun Hye fue la protagonista de The 1st Shop of Coffee Prince, que comenzó a emitirse en julio de 2007 . Ella tuvo el rol de Go Eun Chan, una empleada de un café, que a la vez era maestra de Taekwondo. Con su corte de pelo corto y de manera varonil, el personaje se suponía que se haría pasar por hombre para trabajar en el café, donde sólo admitían a hombres. Pero luego se ve envuelta en un lío amoroso con el dueño, lo que conduce a revelar su verdadero género. El drama contó con altos índices de audiencia, donde la audiencia llegó tan alto como 32.1 % en Seúl y 29.9 % a nivel nacional, hacindolo el programa más visto de su franja horaria. El gran éxito de Coffee Prince hizo a Yoon la actriz mejor pagada, MBC llegó a pagarle 20 millones de wons por episodio del drama. Yoon se convirtió en la actriz más joven en entrar al 20 million Won Club de las estrellas, que incluye a Bae Yong-joon, Kwon Sang Woo, Ko Hyun Jung, y Song Il Kook.
Coffee Prince la puso en la lista de las mejores actrices del entretenimiento coreano. Los días del 19 al 27 de noviembre de 2007, StarNews llevó a cabo la entrega de sus premios de actuación. StarNews encuestó a un total de 17 principales productores (5 de KBS, MBC y 7 de 5 de SBS) en la nominación y selección de los ganadores, Yoon Eun Hye fue nombrada Mejor Actriz por su papel en Coffee Prince. Los principales productores evaluaron la actuación de Yoon y la calificaron de tener gran potencial para el éxito.
El éxito de Coffee Prince le dio a Yoon una base de fanes no solo en Corea, sino también en otros países. Por el gran éxito en sus dramas, Yoon fue coronada como la reina del Rating por los medios de comunicación y los internautas. La creciente popularidad de Yoon desde Princess Hours y Coffee Prince resultó en muchas empresas solicitando su respaldo. Debido a las abrumadoras invitaciones, Yoon incluso tuvo que rechazar varias solicitudes de publicidad. En consecuencia, Yoon fue etiquetada como la "Reina CF" en Corea del Sur.
Durante el rodaje de Coffee Prince', Yoon sufrió síntomas de dolor de cabeza severo y tuvo que ser hospitalizada. Yoon fue diagnosticada más tarde con la anemia perniciosa.
Yoon Eun Hye recibió una invitación personal de la casa italiana de moda Blufin para asistir al desfile de moda Blumarine Spring 2008 Ready-to-Wear Collection en Milán el 25 de septiembre. Anna Molinari, incluso presentó personalmente Yoon con una pieza de ropa como un regalo.

### Cambio de productora
En julio de 2007 entró en conflicto con la productora Eight Peak, finalmente Yoon presentó una certificación de contenido (COC) para cancelar su contrato con la empresa. En agosto, Yoon presentó un segundo COC. Cuando se le pidió revelar la información detrás del segundo COC, la abogada de Yoon dijo:

Si Eight Peak se niega a cancelar el contrato, entonces no dudará en presentar una juicio legal, demandados por su negativa.

El contenido de la primera COC afirmaba que en enero de 2007 Yoon fue confirmada para protagonizar el drama Que Sera Sera y había completado incluso la lectura del guion y los ensayos para el rodaje próximo. Sin embargo, la empresa obligó a Yoon a retirarse para protagonizar un drama de la propia productora. Después de su retiro, Yoon se tomó unas vacaciones de dos días en Gangwon-do en marzo.
Yoon Eun Hye y Eight Peak finalmente llegaron a un acuerdo mutuo a través de cuidadosas negociaciones y resolvieron sus controversias por medios pacíficos. Con su disputa contractual resuelta, Yoon Eun Hye, firmó en septiembre con Kraze Entertainment como su nueva representante. Esto la colocó en un ambiente positivo en sus actividades como actriz siendo el punto de atención para Kraze Entertainment.

### 2008: El reconocimiento como actriz
En abril, Yoon Eun Hye fue galardonada con el Premio a la Mejor Actriz en la Categoría TV Drama por el papel de Go Eun Chan en The 1st Shop of Coffee Prince durante la 44 entrega de los Baeksang Arts Awards. Yoon superó a las actrices veteranas, Kim Hee Ae y Jin Hee Park, convirtiéndose en la actriz más joven en ganar el Premio a la Mejor Actriz en los Baeksang Arts Awards. Antes de esto, Yoon también estableció el récord de ser la actriz más joven en ganar el Premio a la Mejor Actriz en los Grimae Awards de 2006 y el «Premio Top Actriz Excelencia» en los MBC Drama Award de 2007.
Después de 3 años de ausencia de la escena del K-pop, Yoon Eun Hye volvió a sus raíces musicales en febrero, prestando su voz al nuevo grupo de hip hop, Mighty Mouth. la colaboración de Yoon, titulado Saranghae (사랑해, Te Amo), recibió mucha atención de la prensa y de los internautas, y encabezó varias listas en Corea del Sur.
En abril de 2008, Premiere Elle publicó una lista de las «100 personas más poderosas e influyentes en la industria del entretenimiento coreana», donde Yoon Eun Hye se clasificó en el puesto 44. Curiosamente, Yoon fue una de los únicos cinco actores (siguiendo detrás de Bae Yong Joon, Rain, Jeon Do Yeon y Song Kang Ho) figurando entre los 50 mejores, donde se encontraban principalmente directores y guionistas de cine, directores generales o presidentes de las centrales de medios y empresas de entretenimiento.
En octubre, Yoon Eun Hye fue invitada al Chanel Contemporary Art Project – Mobile Art en Nueva York, donde ella se encontró hombro con hombro con muchas súper modelos del mundo y estrellas de Hollywood. Yoon fue la única representante de Asia invitada a este evento.
Yoon Eun Hye creó su propia empresa de gestión independiente, The House Company, en septiembre de 2008 después de que su contrato con Kraze Entertainment terminara. Ella llevó la fundación de la empresa por su cuenta, cuidando todos los detalles de la planificación de la empresa, el diseño del logotipo en el interior de la empresa. A pesar de que se trata de una «empresa de una sola persona», Yoon tiene planes para preparar a nuevos talentos.

### 2009: Mi bella dama
En 2009, Yoon Eun Hye colaboró con la casa de modas coreana Joinus para diseñar una serie de ropa llamada Yoon Eun-Hye for JOINUS. Yoon estuvo involucrada en el proceso de diseño con la llegada de cada nueva temporada hasta finales de 2009, y la ropa fue vendida como parte del catálogo de Joinus.
El 30 de abril de 2009, Yoon Eun Hye se adjudicó el premio 2009 Best Jewelry Lady. Este premio le fue otorgado por los representantes de las mejores marcas, así como famosos diseñadores y profesionales de la industria de la joyería. Yoon fue galardonada con una placa y un conjunto de joyas diseñadas y dedicadas especialmente a ella.
Al mismo tiempo, Swarovski tomó un profundo interés en Yoon Eun Hye y la eligió como la actriz que mejor se adapta a Swarovski. Nathalie Colin, directora creativa de Swarovski, diseñó personalmente el Yoon Eun Hye Nirvana Ring y le dio el anillo a la actriz como regalo. El 21 de julio, Yoon Eun Hye asistió al evento del 20 Aniversario de Daniel Swarovski, donde el Yoon Eun Hye Nirvana Ring fue presentado personalmente por Colin. Yoon es la primera estrella de Asia en tener el honor de poseer sus propios anillos Swarovski.

### 2010: Obras de caridad
En enero de 2010, Yoon lanzó su proyecto de caridad por primera vez por el trabajo con niños con discapacidad visual para crear una línea única de la mano de bolsas de pintura. Este proyecto especial fue patrocinado por Elbon, una boutique de moda que lleva los productos de marca, a la que Yoon fue el embajador de la marca. Estas bolsas fueron exhibidos en la tienda el día de la inauguración Elbon, para crear conciencia pública acerca de los niños con discapacidad visual.
En febrero de 2010, Yoon Eun Hye se convirtió en una embajadora de buena voluntad para la "Campaña de alas de color rosa" por la revista Vogue Chica Corea. Esta campaña solidaria se ha diseñado para ayudar a las adolescentes que son cabeza de familia, donde las ganancias de las ventas se destinarán a becas y gastos para estos jóvenes que lo necesitan.
En marzo, Yoon Eun Hye y Kim Hyun Joong de K-pop del grupo SS501 colaboró en la Casa de Basic "Never Alone" Campaña de UNICEF para ayudar a los niños africanos. Producto de la venta de la "Never Alone" T-shirts van a ayudar a los necesitados en África.
Al mismo tiempo, Yoon Eun Hye fue el embajador de otro título de la campaña de caridad, "Angel Hope", un programa de recaudación de fondos para los niños que sufren de enfermedades incurables. Yoon objetivo era recaudar 10 millones de ganado y obtener 500 firmas de ciudadanos de la red para animar a estos niños a no perder la esperanza. Este programa impulsado por la caridad de la Fundación Make-A-Wish, que se inició el 2 de marzo, atrajo a una rápida respuesta de los internautas. Yoon alcanzado el 82 % de las 500 firmas que se requieren dentro de 2 horas, con el objetivo de llegar más tarde el mismo día. El 1 de mayo, el objetivo de aumentar ₩ 10 millones se llegó a poner fin a este programa de recaudación de fondos en 2 meses.
Yoon Eun Hye fue elegida como el representante de Cartier para filmar un diario de viaje de la nueva serie de verano de "Le Besace Marcello de Cartier", junto con la editora de moda de estilo alemán a Prueba de Pia Sundermann, la supermodelo brasileña Fernanda Motta y pintor francés Ara Starck. Antes de esto, Yoon modelo de Cartier "Todo sobre Trinidad" línea de joyería, que fue posteriormente invitado en abril para visitar la tienda insignia de Cartier y un taller en París, en la que recibió tratamiento real .

### 2011: Vuelve a la pantalla grande
Yoon regresó a la pantalla grande después de 5 años con la película titulada My Black Mini Dress, Basada en la novela del mismo título de Kim Min Seo que fue participante en el concurso de la literatura universal. Yoon interpreta al personaje principal de "Yoo Min ". La película que se estrenó en los cines el 24 de marzo comienza en 2 º lugar en la taquilla. Atrajo a más de 200 000 espectadores dentro de los 6 días de su apertura.
El 7 de abril, la SBS anunció Yoon volver a la pantalla chica después de dos años desde drama de la KBS My Fair Lady. Este drama titulado Lie To Me verá a Yoon retratar "Ah Jung Gong",

## Filmografía

### Dramas
| Año       | Título                                       | Rol                 |
| --------- | -------------------------------------------- | ------------------- |
| 2018      | Prince Coffee Lab                            | Cameo               |
| 2013      | KBS2, Marry Him If You Dare                  | Na Mi Rae           |
| 2012-2013 | MBC, Missing You                             | Lee Su Yeon/ Zoe    |
| 2011      | SBS, Lie To Me                               | Gong Ah Jung        |
| 2010      | MBC, Personal Taste                          | Yoon, Eunsoo (Ep.8) |
| 2009      | KBS, Por favor cuide de mi preciosa señorita | Kang, Hyena         |
| 2007      | MBC, The 1st Shop of Coffee Prince           | Go, Eunchan         |
| 2006      | KBS, The Vineyard Man                        | Lee, Jihyun         |
| 2006      | MBC, Princess Hours                          | Shin, Chaegyung     |

### Películas
| Año  | Título                        | Rol                         |
| ---- | ----------------------------- | --------------------------- |
| 2015 | After Love                    | Eun Hong                    |
| 2015 | Chronicle of a Blood Merchant | Im Boon Bang                |
| 2011 | Little Black Dress            | Lee Yoomin                  |
| 2006 | The Legend of Seven Cutter    | Han, Minjoo                 |
| 2002 | Emergency 19                  | Cantante de Vegiemeal V.O.X |

### Comedias
| Año  | Título                         |
| ---- | ------------------------------ |
| 2005 | SBS, 혼자가아니야 Ep.13        |
| 2005 | KBS, Princess Vs The Frog King |
| 2005 | NetTV, Modern Cinderella Story |
| 2004 | KBS, Bang Bang                 |
| 2003 | SBS, Let’s Go Ep.155           |
| 2003 | MBC, Nonstop 4 Ep.19           |
| 2002 | MBC, New NonStop 2 Ep.451      |
| 2001 | MBC, New Nonstop 2 Ep.231      |

## Premios
- 2013 Korean Entertainment 10th anniversary Awards in Japan: Premio Mejor Actriz
- 2012 1st DramaFever Awards: Mejor Actriz por Missing You
- 2012 MBC Drama Awards: Premio Estrella Hallyu del Año por Missing You
- 2012 MBC Drama Awards: Premio Popularidad Actriz por Missing You
- 2009 KBS Drama Awards: Premio Popularidad por My Fair Lady
- 2009 KBS Drama Awards: Premio Mejor Pareja con Yoon Sang Hyun en My Fair Lady
- 2008 44th Annual Baeksang Arts Awards: Mejor actriz principal por The 1st Shop of Coffee Prince
- 2007 MBC Drama Awards: Premio de Excelencia por The 1st Shop of Coffee Prince
- 2006 The Grime Awards: Mejor Actriz por The Vineyard Man
- 2006 KBS Acting Awards: Mejor Actriz Revelación por The Vineyard Man
- 2006 KBS Acting Awards: Mejor Pareja con Oh Man Suk, por The Vineyard Man
- 2006 MBC Drama Awards: Actriz Revelación por Goong
- 2004 15th Seoul Music Awards: Premio Hallyu
- 2003 Korean Music Awards: Mejor Cantante
- 2002 SBS Music Awards: Premio Simbólico
- 2001 Award Model Line: Cantante Mejor Vestida
- 1999 10th Seoul Music Awards: Premio a la Mejor Cantante